# Глухое (Нижегородская область)
Глухо́е — посёлок в Варнавинском районе Нижегородской области, входит в состав Михаленинского сельсовета.

## География
Посёлок находится на берегу старицы реки Ветлуга, в месте впадения в неё речки Ивановка.

### Часовой пояс
Посёлок Глухое, как и вся Нижегородская область, находится в часовой зоне МСК (московское время). Смещение применяемого времени относительно UTC составляет +3:00.

## История
До 2009 года посёлок являлся административным центром упразднённого Глуховского сельсовета.

## Население
| 1999 | 2002 | 2010 |
| ---- | ---- | ---- |
| 100  | ↘70  | ↘30  |